# Alessandro Fedrigo
Alessandro Fedrigo (Treviso, 1º marzo 1970) è un bassista, compositore, didatta e direttore artistico italiano.
Suona il basso elettrico ed il basso acustico, ed è considerato uno dei più esperti del basso fretless. Durante la sua carriera ha praticato e mescolato tra loro il jazz, l'improvvisazione libera, la musica sperimentale, l'elettronica e le performance multimediali, collaborando con numerosi musicisti, danzatori ed attori.

## Biografia
Laureato in jazz presso il Conservatorio di Vicenza con 110 e lode, ha studiato tra gli altri con Harvie Swartz, Mark Egan, Harold Danko, Elliot Zigmund, Hal Crook, Dario Deidda, Ares Tavolazzi, Mick Goodrick, Furio Di Castri, Paolo Birro.
È stato nominato uno dei 10 migliori bassisti italiani della rivista musicale Jazzit nel 2010, 2015, 2016, 2017 e 2018.
Dal 2011 è fondatore e direttore artistico con Nicola Fazzini dell'associazione culturale nusica.org, la cui mission è la documentazione e la diffusione della musica jazz e dell’espressione musicale contemporanea. nusica.org è un'etichetta discografica, organizza rassegne e festival, realizza seminari e incontri didattici, produce tour di concerti.
Dal 2012 è fondatore e direttore artistico della rassegna musicale Sile Jazz, che si tiene d'estate nei comuni attraversati dal fiume Sile nel trevigiano.
Dal 2015 collabora con l''Università degli Studi di Padova in qualità di direttore artistico dell'International Jazz Day promosso in tutto il mondo dall'UNESCO il 30 aprile di ogni anno, ed è stato fondatore e direttore (dal 2013 al 2019) dell'orchestra jazz "Big Band Unipd" composta da studenti e personale universitario.
Con la formazione XYQuartet di cui è co-leader con Nicola Fazzini, con Saverio Tasca al vibrafono (nel primo disco c'era Luigi Vitale) e Luca Colussi alla batteria, registra 5 dischi, effettua numerosi concerti in Italia ed all'estero e riceve molti riconoscimenti, tra cui quello di seconda miglior formazione italiana jazz nel 2014 e 2017 dalla rivista Musica Jazz.
Nel 2020 vince il premio Nuove Direzioni, assegnato dalla Federazione del Jazz Italiano per la migliore direzione artistica, e viene nominato direttore artistico per l'anno successivo del festival Il Jazz Italiano per le Terre del Sisma che si tiene a L'Aquila, assieme a Paolo Damiani (violoncellista e contrabbassista) e Rita Marcotulli (pianista). 
Nel 2021 viene eletto presidente nazionale di MIDJ, l'Associazione dei Musicisti Italiani di Jazz.

## Discografia
- 1994 - Summertime in Jazz ‘94 (Splasc(h) records)
- 1995 - Sitting Bull Dance, Ettore Martin 4et (Modern Times)
- 1996 - Numerozero (CdF)
- 1997 - In Alto Mare, Maurizio Camardi (Caligola Records)
- 1998 - Nostra Patria Mondo Intero, Maurizio Camardi & Kammerensemble (Dischi del Manifesto)
- 2001 - La Frontiera Scomparsa, Maurizio Camardi & Kammerensemble (Dischi del Manifesto)
- 2002 - Sensoria (Jaywork Records)
- 2004 - Mon Calumet, Key 01 (Streetlab records)
- 2004 - Singin’ In The Brain, Silvia Donati & Standhard 3io (Abeat records)
- 2004 - Lester (Caligola Records)
- 2005 - La Battaglia di Canne (Edizioni il Manifesto)
- 2006 - High Foundation 05 (BZ records)
- 2006 - Cin-cue, Luigi Vitale 4et (Videoradio)
- 2006 - Così Poco Dance, Ivano Tolio (Art)
- 2007 - 01, Ar-Men trio (ArteSuono)
- 2008 - Cocktail Saturno, Silvia Donati & Standhard 3io (El Gallo Rojo)
- 2008 - Comicopera, Robert Wyatt (Domino)
- 2009 - 02, Ar-Men Trio (ArteSuono)
- 2009 - 5053, Chladni Experiment Trio (nBn)
- 2009 - Echoes, Alessia Obino (Caligola Records)
- 2009 - In Doma, Debora Petrina (Dbr/Egea)
- 2010 - Disintegrato, L’Imbroglio (MP Records)
- 2010 - Le Vie del Suono, Stand Hard 3io/Chladni Experiment Trio (LVDS)
- 2011 - Ball Gag, Santini/Fedrigo/Canevali (nBn)
- 2011 - Resonance Surfers, Klan.G (nBn)
- 2011 - Nigredo, Fazzini/Fedrigo/Canevali (nBn)
- 2011 - Solitario, Alessandro Fedrigo (nusica.org)
- 2012 - Secondo Gradino, Quartetto Terrestre (nusica.org)
- 2012 - Idea F, XYQuartet (nusica.org)
- 2013 - Petrina, Debora Petrina (Ala Bianca/Warner)
- 2013 - Live in Brno, Alessandro Fedrigo e Danilo Gallo (nusica.org)
- 2014 - XY, XYQuartet (nusica.org)
- 2014 - Elephas, Luigi Vitale Ensemble (musicavitale)
- 2014 - Corde Alterne, Roberto Gemo e Alessandro Fedrigo (nusica.org)
- 2016 - Saadif, HYPER+ Amir ElSaffar (nusica.org)
- 2017 - Orbite, XYQuartet (nusica.org)
- 2018 - Lapsuus, Ar-Men Trio (A-Music)
- 2018 - Secondo Solitario, Alessandro Fedrigo (nusica.org)
- 2020 - Vortex, ITACA 4et (nusica.org)
- 2020 - QuartettoQuartetto, XYQuartet e Ensemble di Percussioni Pedrollo (nusica.org, Conservatorio Pedrollo di Vicenza)
- 2021 - StraborDante, XYQuartet e John De Leo (nusica.org)
- 2022 - Onda M, Alessandro Fedrigo  (Record Y)
- 2023 - Mutaforma, Alessandro Fedrigo  (Record Y)
- 2024 - Collapsound, Anatemah (nud)
- 2024 - Tactile, Luca dell'Anna Trio (ArteSuono)
- 2025 - Lexycon, XYQuartet (nusica.org)